# Samuel Gonçalves
Samuel Gonçalves (Arouca, 3 de março de 1988) é um arquiteto português, autor do projeto do sistema construtivo modular GOMOS, e referência no âmbito da arquitetura modular e pré-fabricada. Formou-se pela Faculdade de Arquitetura da Universidade do Porto e atualmente dirige o estúdio Summary, sediado na cidade do Porto.
Em 2010, colaborou com o estúdio de arquitetura chileno Elemental S.A., de Alejandro Aravena tendo participado em projetos como o Centro de Inovação UC , em Santiago, Chile e o Complexo de Habitação Social Villa Verde.
Desde 2015, ano em que fundou o estúdio de arquitetura Summary, o seu trabalho foi galardoado com os prémios Red Dot Award (2017) e 40 Under 40 (2018) e tem vindo a ser exposto internacionalmente, como na Bienal de Arquitetura de Veneza (2016), no New London Architecture (2018) e no Boston Society of Architects (2019) .